# Reportagem circular

Duas formas básicas pelas quais reportagem circular pode ocorrer. As linhas tracejadas indicam relações de fontes que não são visíveis para o revisor final. Em ambos os casos, uma fonte original (topo), parece, ao revisor final (inferior), como duas fontes independentes entre si - mas não são duas.

Na crítica de fontes, reportagem circular, falsa confirmação ou notícia circular é uma situação onde uma dada informação parece vir de várias fontes independentes entre si, mas na verdade é proveniente de uma única fonte. Na maioria dos casos, o problema acontece por engano, por meio de práticas desleixadas de coleta de inteligência, mas em alguns poucos casos, acredita-se que a situação tenha sido intencionalmente causada pela fonte original.
Esse problema ocorre em uma variedade de campos, incluindo a coleta de inteligência, o jornalismo, e a pesquisa acadêmica. É de particular preocupação na inteligência militar, pois a fonte original tem uma maior probabilidade de querer passar desinformação, e porque a cadeia de comunicação é mais propensa a ser obscurecida. O caso das falsificações de urânio na Nigéria em 2002 foi um clássico caso de reportagem circular por agências de inteligência.

## Exemplos envolvendo a Wikipédia

Um artigo qualquer é copiado da Wikipédia, e depois a cópia é usada como referência para a Wikipédia.

A Wikipédia é por vezes criticada por ser usada como uma fonte de reportagem circular. A Wikipédia aconselha a todos os pesquisadores e jornalistas para terem cautela a respeito de usá-la como fonte direta, e em vez disso, se concentrarem em informações verificáveis encontradas nas referências citadas em um dado artigo.
Nos exemplos a seguir, as declarações falsas foram propagadas na Wikipédia e em fontes de notícias por causa de reportagem circular:
- Wikipédia e Der Spiegel , em 2009, a respeito de Karl-Theodor Freiherr von und zu Guttenberg.[6]
- Wikipédia e The Independent em 2007, a propagar a falsa informação de que Sacha Baron Cohen havia trabalhado no Goldman Sachs.[7]
- Wikipedia e quati, desde o início em 2008, quando uma adição arbitrária ", também conhecido como....o aardvark brasileiro" por um estudante norte-americano resultou em muitas citações subsequentes, e o uso do apelido infundado como parte do consenso geral, incluindo artigos publicados no The Independent, The Daily Mail, e um livro publicado pela Universidade de Chicago.[8]
- Wikipédia e o relógio de pulso Casio F-91W, em que o artigo sobre o objeto na Wikipédia em inglês informou erroneamente durante dez anos que a data de lançamento do relógio era 1991 em vez de 1989. Durante esse tempo, um artigo da BBC publicado em 2011 se baseou na página da Wikipédia para informar que o relógio havia sido vendido a partir de 1991, com esse mesmo artigo sendo usado posteriormente como referência na própria página do objeto na Wiki para validar a data de lançamento como 1991.[9]